# Il caso Pinochet
Il caso Pinochet (Le cas Pinochet) è un documentario del 2001 diretto da Patricio Guzmán.